# 한국식생활제과협회
한국식생활제과협회는 한국식품산업 진흥을 위하여 우리농산물과 우수농산물의 제품개발 및 연구를 토대로 우리 농산물 이용 촉진, 한국 고유의 제품을 생산할 수 있는 기술력 확보 및 전문가 양성으로 식생활 개선, 식품산업발전 및 농수산업이 경쟁력 확보와 관련 식품산업의 향상에 기여할 목적으로 2010년 3월 19일 설립된 대한민국 농림축산식품부 소관의 사단법인이다. 사무실은 서울 송파구 가락로16길 3-12 403호에 있다.